# Ștefania Calomfirescu-Kory
Ștefania Calomfirescu-Kory (n. 1938, Turnu Severin, Mehedinți, România – d. 2023) a fost un medic neurolog, profesor universitar și scriitoare din România.

## Biografie
A absolvit Facultatea de Medicină Generală din cadrul Universității de Medicină și Farmacie „Iuliu Hațieganu” din Cluj-Napoca (1961). În anul 1974 a obținut titlul de doctor în medicină, specialitatea Neurologie, cu teza Edemul cerebral acut în accidentele vasculare cerebrale de tip tromboembolic și hemoragic (fiziopatologia simptomelor, diagnostic și tratament).
După terminarea facultății, aceasta a fost repartizată ca medic generalist în comuna Bălan (județul Sălaj). Aici a refăcut dispensarul, a înființat cabinete de consultații pentru copii și adulți, sală de nașteri, o farmacie și un mic laborator pentru analizele sumare. În anul 1966 a fost angajată ca medic secundar, în urgențe medico-chirurgicale, la stația de salvare, și, din 1969, la Clinica de Neurologie din Cluj, unde a activat până în 1986 când s-a transferat la Spitalul Clinic de Recuperare, deschizând aici Secția de Neurologie.

## Activitate științifică
În timp ce deținea funcția de Șef al Clinicii de Neurologie din 1992, a urmat și o carieră universitară, parcurgând toate gradele didactice până la cel de profesor universitar, obținut în 1996. A publicat 27 de lucrări de specialitate și peste 550 de studii și articole științifice, printre care Edemul cerebral acut în infarctul și hemoragia cerebrală (1982), Tulburări de limbaj în accidentele vasculare cerebrale (1989), Drum spinos. Un început în profesia medicală (2001), Amintiri despre profesorul Crișan Mircioiu (2010), Curs de Neurologie pentru studenții Secției de Kinetoterapie a Facultății de Educație Fizică și Sport (2010), Profesorul Florea Marin și Școala de Medicină și Farmacie Clujeană (2011), Academicieni ai neurologiei românești (2011), Despre marele profesor Iuliu Hațieganu (2016) etc. 
Posesoare a două certificate de inovator în recuperarea tulburărilor de limbaj, Ștefania Calomfirescu-Kory este primul medic din lume care a scris un tratat despre edemul cerebral. 

## Afilieri
- Organizația Internațională de Cercetare a Creierului;
- Comitetul European de cercetare și tratament al sclerozei multiple;
- Federația Europeană de Neurologie;
- Academia Oamenilor de Știință din România;
- Asociația Publiciștilor Americani;
- Societatea Medicilor Scriitori și Publiciști din România;
- Liga Scriitorilor din România și Uniuniunii Mondiale a Scriitorilor Medici;
- Centrul Biografic Internațional, Cambridge;
- Consiliul Director al Universității Cambridge;
- redactor-șef al publicației „Neurologica Transilnaviae”.

## Distincții
- Medalia de aur a Mileniului din partea Universitatii Cambridge (2001);
- Diploma de excelență pentru întreaga activitate profesională și stiințifică, din partea Universității de Medicină și Farmacie din Cluj-Napoca (2003);
- Medalia comemorativă „Gheorghe Marinescu”, din partea Academiei Române (2006);
- Medalia Facultății de Educație Fizică și Sport a Universității „Babeș-Bolyai”, la împlinirea a 50 de ani de la înființare (2010);
- Titlul de „Senior al cetății”, din partea Primariei Cluj-Napoca (2011);
- Diploma „Virtutea Literară” din partea Ligii Scriitorilor din România și Premiul Ligii Scriitorilor din România (2014);
- Diploma de Excelență pentru Neurologie din partea Societății pentru Studiul Neuroprotecției și Neuroplasticității (2015);
- Doctor Honoris Causa al Universității de Medicină și Farmacie din Cluj-Napoca (2015).[4]